# العلاقات الأندورية التركية
العلاقات الأندورية التركية هي العلاقات الثنائية التي تجمع بين أندورا وتركيا.

## مقارنة بين البلدين
هذه مقارنة عامة ومرجعية للدولتين:
| وجه المقارنة                                              | أندورا                                                     | تركيا         |
| --------------------------------------------------------- | ---------------------------------------------------------- | ------------- |
| المساحة (كم2)                                             | 468                                                        | 783.56 ألف    |
| عدد السكان (نسمة)                                         | 76.18 ألف                                                  | 80.14 مليون   |
| الكثافة السكانية (ن./كم²)                                 | 16.28 ألف                                                  | 102.28        |
| العاصمة                                                   | أندورا لا فيلا                                             | أنقرة         |
| اللغة الرسمية                                             | اللغة الكتالونية                                           | اللغة التركية |
| العملة                                                    | يورو                                                       | ليرة تركية    |
| الناتج المحلي الإجمالي (بليون دولار)                      | 3.01 مليار                                                 | 851.10 مليار  |
| الناتج المحلي الإجمالي (تعادل القوة الشرائية) بليون دولار |                                                            | 1.57 تريليون  |
| الناتج المحلي الإجمالي الاسمي للفرد دولار أمريكي          |                                                            | 9.12 ألف      |
| الناتج المحلي الإجمالي للفرد دولار أمريكي                 |                                                            | 19.79 ألف     |
| مؤشر التنمية البشرية                                      | 0.858                                                      | 0.761         |
| رمز المكالمات الدولي                                      | +376                                                       | +90           |
| رمز الإنترنت                                              | .ad                                                        | .tr           |
| المنطقة الزمنية                                           | ت ع م+01:00، توقيت وسط أوروبا، ت ع م+02:00، أوروبا/أندورا ‏ | ت ع م+03:00   |

## منظمات دولية مشتركة
يشترك البلدان في عضوية مجموعة من المنظمات الدولية، منها:
| علم المنظمة | اسم المنظمة                    | تاريخ انضمام أندورا | تاريخ انضمام تركيا |
| ----------- | ------------------------------ | ------------------- | ------------------ |
|             | الاتحاد الدولي للاتصالات       | 12 نوفمبر 1993      | 1866               |
|             | منظمة حظر الأسلحة الكيميائية   | ?                   | ?                  |
|             | يونسكو                         | 20 أكتوبر 1993      | 4 نوفمبر 1946      |
|             | مجلس أوروبا                    | ?                   | 9 أغسطس 1949       |
|             | الأمم المتحدة                  | 28 يوليو 1993       | 24 أكتوبر 1945     |
|             | منظمة الشرطة الجنائية الدولية  | ?                   | ?                  |
|             | منظمة الأمن والتعاون في أوروبا | 25 أبريل 1996       | 25 يونيو 1973      |

## وصلات خارجية
- موقع وزارة الخارجية الأندورية
- موقع وزارة الخارجية التركية